# Mosaïque des Saisons
La Mosaïque des Saisons est une mosaïque gallo-romaine de grandes dimensions, découverte à Lyon en 1911 sur la colline de Fourvière, dans l'ancien couvent du clos du Verbe-Incarné. Selon une composition géométrique classique, de grandes svastikas entourent un médaillon central où Bacchus-Dionysos s'appuie sur sa panthère, et quatre carrés d'angle sont ornés de bustes des Saisons, dont deux subsistent.

## Découverte
La mosaïque des Saisons est découverte durant l’été 1911, dans la cour du Clos du Verbe Incarné, rue Roger-Radisson à Lyon. D’autres mosaïques découvertes en 1835 et en 1911-1913 en ce lieu semblent par leur orientation appartenir à une seule villa, dont le plan d’ensemble n’a pas pu être relevé. Enfouie à environ un mètre et demi du sol, la mosaïque des Saisons reposait sur une couche de briques pilées et de chaux de 10 à 12 cm d’épaisseur, couche qui recouvrait un pavement plus ancien en gros cubes jaunâtres de 2 cm de côté, sans dessin. Ce pavement était supporté par une seconde couche de ciment couvrant un sol d’origine de caillons et moellons soigneusement compactés.
Photographiée lors de sa découverte, elle montre d’importantes lacunes sur l’angle sud-est, entièrement disparu, et le bord est. Dans le motif central, la tête et le corps de la panthère sont endommagé, mais leur contour subsiste. En raison de sa qualité artistique, la mosaïque est achetée aux propriétaires du Clos par la municipalité de Lyon. Elle est détachée de son support par le maitre mosaïste Claudius Mora, qui la restaure et la complète grâce aux symétries du dessin géométrique, les médaillons perdus étant remplis en blanc. Sur décision du maire Édouard Herriot, elle est installée au musée Guimet plutôt qu'au musée des Beaux-Arts, choix que Philippe Fabia qualifie « d'exil inutile ».
Elle est exposée au musée Lugdunum de Lyon à partir de 1975.

## Description

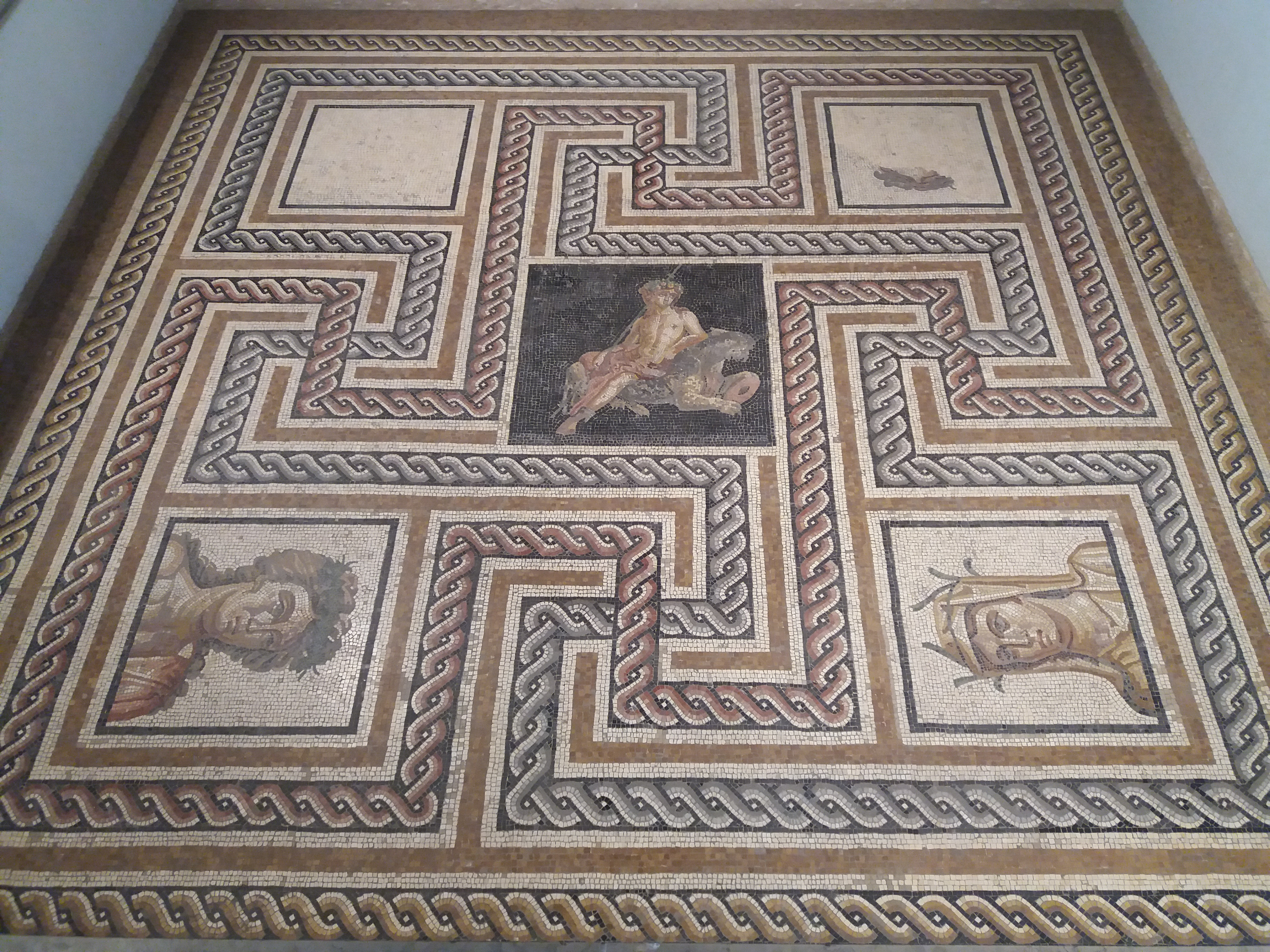
Mosaïque des Saisons restaurée, vue d'ensemble. musée Lugdunum.

La mosaïque forme un tapis carré de 3,85 m de côté. Les tesselles mesurent entre 1 et 1,4 cm2 pour le fond, elles sont plus fines pour les dessins figuratifs (entre 0,3 cm2 et 0,7 cm2). Elles sont en marbre noir de l’Isère, en choin de Fay blanc, marbre jaune marron, calcaire jaune clair, calcaire de Villefranche chauffé rose pourpre, bleu turquin, marbre italien vert pâle, pâte de verre.
La composition générale est un exemple du système le plus courant pratiqué pour les mosaïques à décor figuratif gallo-romaine au Haut Empire, c'est-à-dire la répartition des sujets figurés à l'intérieur de surfaces délimitées par des trames de fond géométriques.
La bordure dont les lacunes ont été reconstituées est formée par un entrelacs à deux brins, l'un noir, blanc, beige, l'autre rouge, noir, sur fond noir, le tout bordé de filets blancs. Selon une composition géométrique classique, de grandes svastikas dessinées par des entrelacs semblables à ceux de la bordure entourent un médaillon central où Bacchus-Dionysos s'appuie sur sa panthère, et quatre carrés d'angle sont ornés de bustes des Saisons, dont deux seulement subsistent.
Au centre de la composition, dans un tableau de  75 cm de côté, sur fond noir, Dionysos est adossé à une panthère couchée, nu, couronné de lierre et drapé dans un manteau sur les hanches. Il tient un thyrse dans la main droite et s’accoude du bras gauche sur l’encolure de la panthère. La panthère tient un tambourin entre ses pattes.
Les Saisons sont figurées dans des carrés de 65 cm de côté. Au sud-est, le Printemps porte de longs cheveux bouclés tenus par une guirlande de fleurs et tombant sur une épaule nue et l’autre couverte d’un manteau. Le buste est féminin, malgré une musculature marquée de son cou et de ses épaules.
L’Hiver est une femme à la tête voilée, portant une couronne de roseaux verdâtres et vêtue d’une tunique jaune clair montant jusqu’à l’encolure. De l’Automne, il ne subsiste que le haut de la tête, front et cheveux coiffés d’une couronne de feuilles.

Médailons décoratifs subsistant
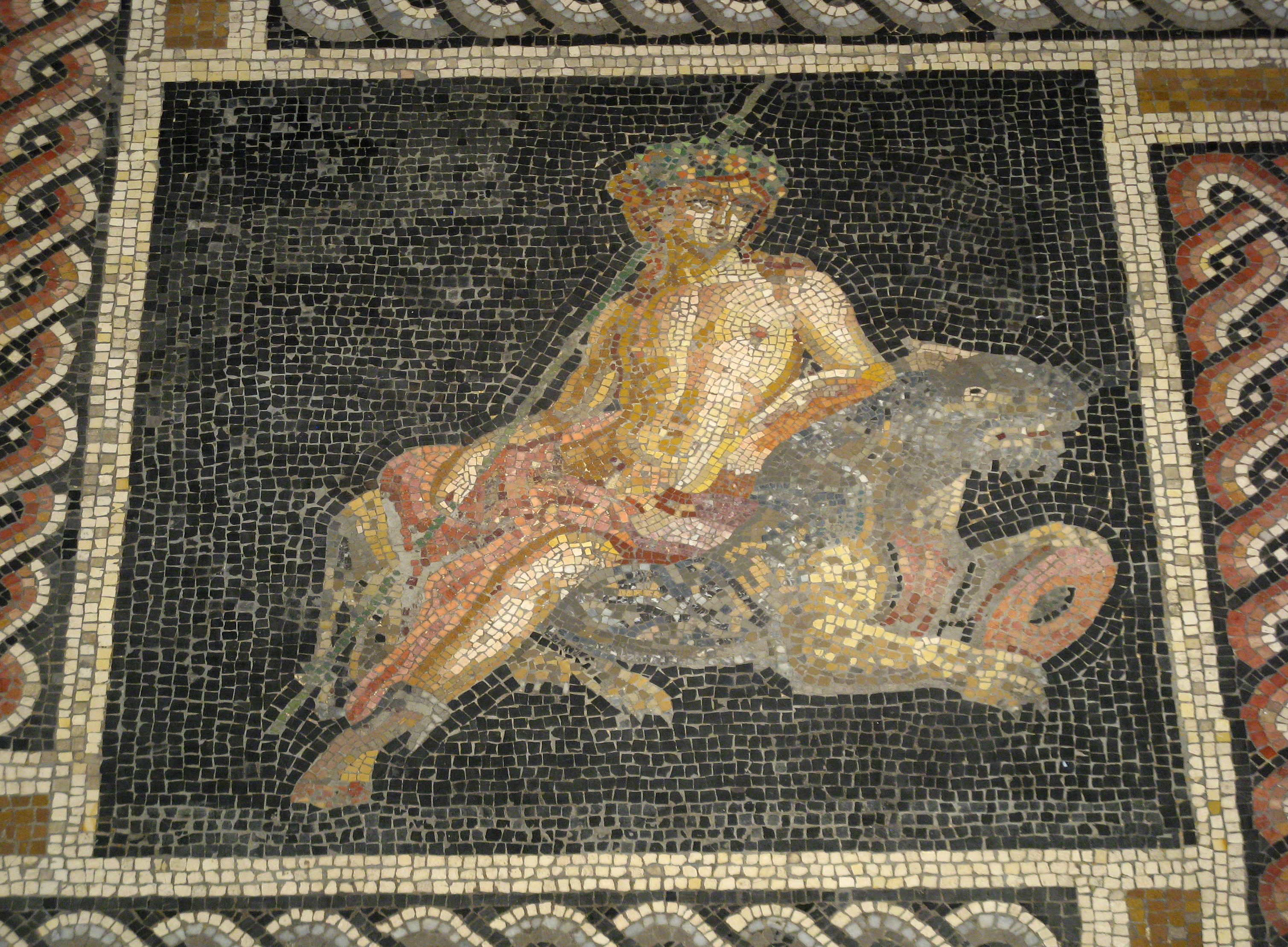
Motif central, Dionysos.
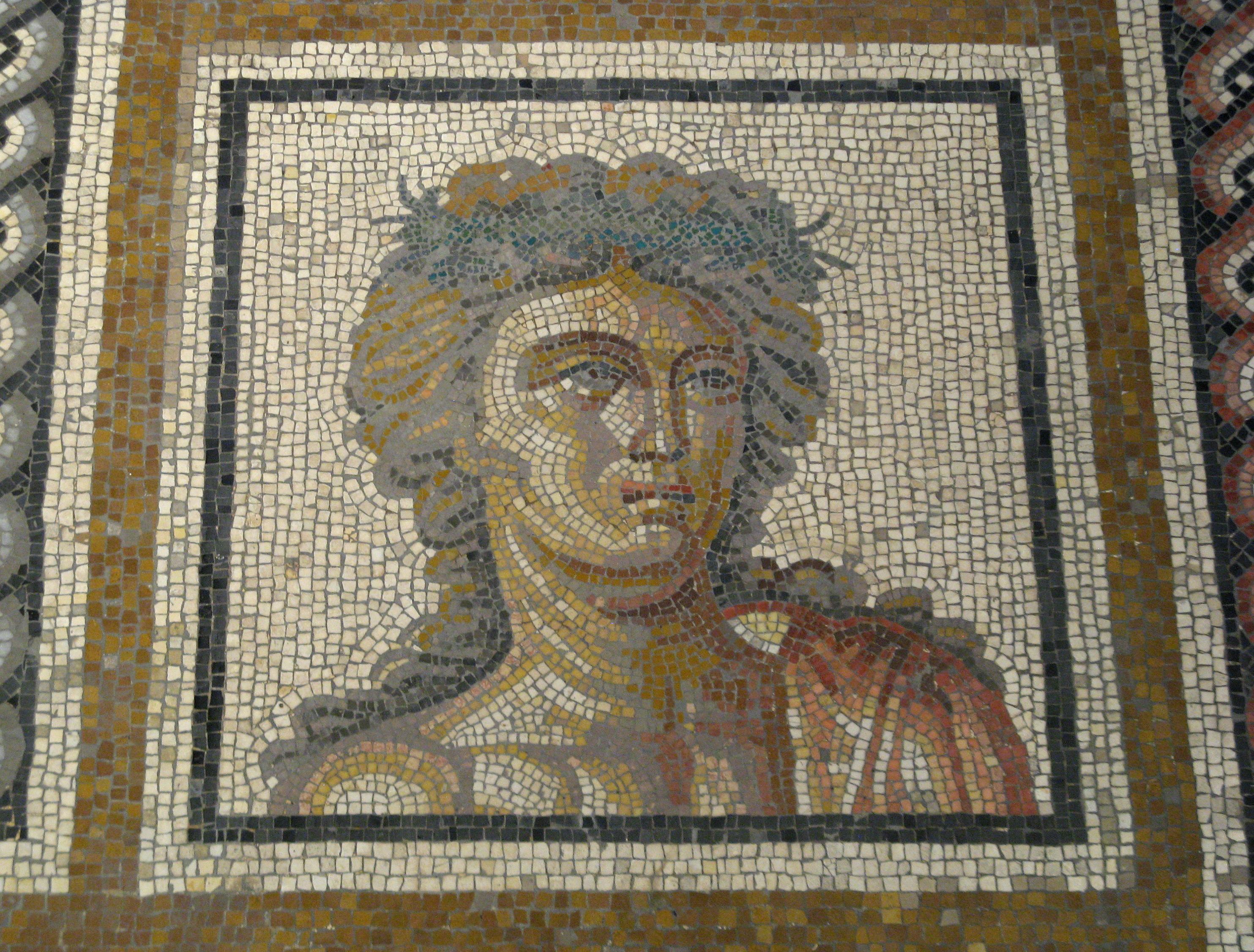
Le Printemps.
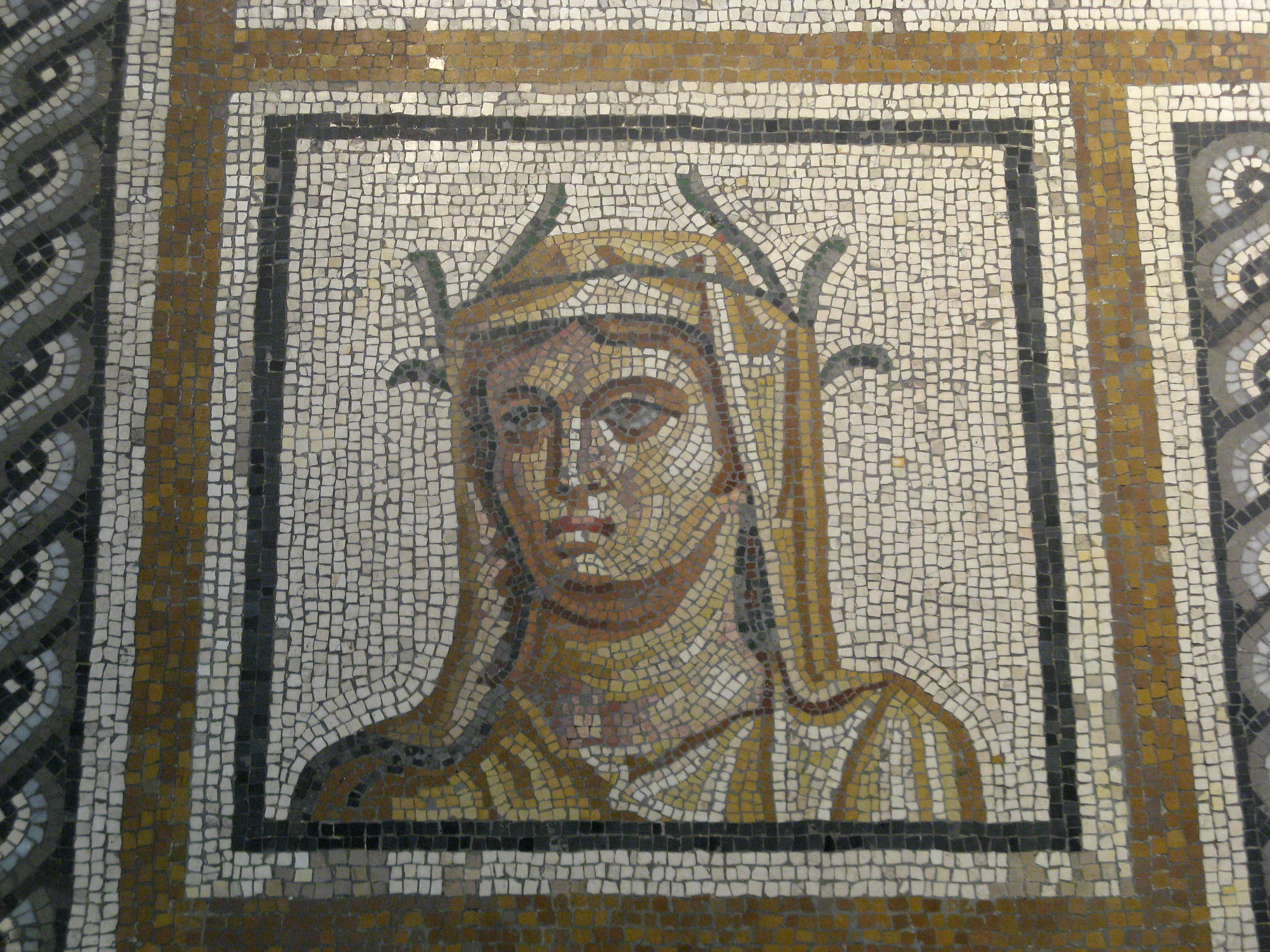
L’Hiver.

La thématique décorative la plus fréquente des mosaïques du Haut Empire est l'univers dionysiaque, ici résumé à la figure centrale de Dionysos en compagnie de sa panthère familière. L’association de Dionysos et des Saisons est un thème classique, symbolisant le renouveau perpétuel de la Nature. Parlasca date la mosaïque des Saisons des années 170, en raison de la forme très simple de ses torsades décoratives.

### Ouvrages
- Catherine Balmelle et Jean-Pierre Darmon, La mosaïque dans les Gaules romaines, Paris, Picard, novembre 2017, 360 p. (ISBN 978-2-7084-1031-2). .
- René Cagnat, « Notes de M. Homo, G. de Montauzan et Fabia sur une mosaïque trouvée à Fourvière », Comptes rendus des séances de l'Académie des Inscriptions et Belles-Lettres, nos 5, 55ᵉ année,‎ 1911, p. 400 (lire en ligne). .
- Philippe Fabia, Mosaïques romaines des musées de Lyon, Lyon, 1923 (lire en ligne). .
- Camille Germain de Montauzan, Les fouilles de Fourvière en 1911. Suivi de : Les fouilles de Fourvière en 1912. Suivi de : Les fouilles de Fourvière en 1913-1914 [1 autre ex. des fouilles de Fourvière en 1912 fait partie d'un volume intitulé Lyon gallo-romain : Fouilles 1840-1914 ; idem pour les fouilles de Fourvière en 1913-1914], Paris : Librairie A. Fontemoing, A. Rey, 1913, p. 52-67.
- Anne-Catherine Le Mer et Claire Chomer, Carte archéologique de la Gaule, Lyon 69/2, Paris, Académie des inscriptions et belles-lettres / Ministère de l'éducation nationale, de l'enseignement supérieur et de la recherche / Ministère de la culture et de la communication etc., 2007, 883 p. (ISBN 978-2-87754-099-5 et 2-87754-099-5), p. 538.
- Capucine Lemaitre, La conservation des mosaïques. Découverte et sauvegarde d'un patrimoine (France 1800-1914), Presses Universitaires de Rennes, 2008, p. 176-180, illustration.
- Henri Stern, Recueil général des mosaïques de la Gaule : Province de Lyonnaise, vol. 2, Centre National de la Recherche Scientifique, coll. « Supplément à Gallia » (no X), 1967. .

### Article
- Philippe Fabia, « Les mosaïques romaines des musées de Lyon. IX Mosaïques composites et fragments ; X Mosaïques du Verbe Incarné », Revue du Lyonnais, no 8,‎ 1922, p. 54-61